# Desmia falcatalis
Desmia falcatalis is een vlinder uit de familie van de grasmotten (Crambidae), uit de onderfamilie van de Spilomelinae. De wetenschappelijke naam van deze soort is voor het eerst voorgesteld als Aediodes falcatalis door Eduard Hering in een publicatie uit 1906. De spanwijdte van het mannetje bedraagt 23 millimeter.
De soort komt voor in Bolivia.